# Lagunilla
Lagunilla – gmina w Hiszpanii, w prowincji Salamanka, w Kastylii i León, o powierzchni 42,52 km². W 2011 roku gmina liczyła 552 mieszkańców.